# Парапино
Парапино (м. Порапа) — село, центр сельской администрации в Ковылкинском районе. Население 1 717 чел. (2001), в основном мордва-мокша.

## Название
Название-антропоним: от дохристианского мордовского имени Парапа.

## География
Расположено на р. Мокше, в 8 км от районного центра и железнодорожной станции Ковылкино.

## История
В «Списке населённых мест Пензенской губернии» (1869) Парапино — деревня казённая из 106 дворов (758 чел.) Наровчатского уезда.
Относилось к церковному приходу с. Шигаево Наровчатского уезда.
В 1914 г. в Парапино был 221 двор (1 585 чел.); церковно-приходская школа, 3 хлебных магазина, пожарная машина, маслобойня, 3 шерсточесалки.
В 1931 г. был создан колхоз (председатель В. К. Купряшкин), в 1959 г. — совхоз им. К. Маркса, с 1996 г. — ТОО «Парапинское».

## Население
| 1869  | 1914  | 2002  | 2010  | 2012  | 2013  | 2014  |
| ----- | ----- | ----- | ----- | ----- | ----- | ----- |
| 758   | ↗1585 | ↘1468 | ↗1559 | ↘1511 | ↘1480 | ↘1479 |
| 2015  | 2016  | 2017  | 2018  | 2019  | 2020  | 2021  |
| ↘1460 | ↘1440 | ↘1412 | ↘1396 | ↘1353 | ↘1310 | ↗1351 |

## Инфраструктура
Средняя школа, Дом культуры, магазин, отделение связи, медпункт.

## Люди, связанные с селом
Парапино — родина писателей Ф. С. Дурнова, А. Я. Чекашкина, заслуженных учителей Мордовии П. Е. Дуйкова, Н. А. Дурновой, историка Т. Е. Купряшкина, генерал-лейтенанта Г. С. Челматкина, П. Р. Леонтьевны.